# Rasa de les Cots
La Rasa de les Cots és un torrent afluent per l'esquerra de la Rasa del Puit que realitza tot el seu recorregut pel terme municipal de Pinell de Solsonès.
De direcció predominant cap a ponent, neix a 370 m. a l'oest de la masia de les Cots.

## Xarxa hidrogràfica
La seva xarxa hidrogràfica, que també transcorre íntegrament pel terme municipal de Pinell de Solsonès, està constituïda per dos cursos fluvials la longitud total dels quals suma 1.298 m.